# Вакалина, Петело
Петело Вакалина (фр. Petelo Wakalina, 3 апреля 1933, Футуна, Уоллис и Футуна, Франция — 2 февраля 1982) —  уолисско-футунийский и французский легкоатлет, выступавший в метании копья. Чемпион Южнотихоокеанских игр 1966 года, серебряный призёр Южнотихоокеанских игр 1969 года.

## Биография
Петело Вакалина родился 3 апреля 1933 года на острове Футуна на Уоллис и Футуна.
До 1967 года выступал в легкоатлетических соревнованиях за «Стад Франсез» из Парижа, с 1968 года — за «Немур». Дважды становился чемпионом Франции в метании копья — в 1966 (с результатом 74,08 метра) и 1968 (74,38) годах.
В 1966 году в составе сборной Уоллис и Футуна завоевал золотую медаль в метании копья на Южнотихоокеанских играх в Нумеа, показав результат 69,14 метра. В 1969 году на Южнотихоокеанских играх в Порт-Морсби занял 2-е место (67,90).
В 1966 году выиграл международный военный чемпионат с результатом 80,16. В 1965 и 1968 годах завоевал бронзовые медали.
Умер 2 февраля 1982 года.

## Личный рекорд
- Метание копья — 80,16 (1966)[1]